# Enterolobium contortisiliquum
Espèce
Enterolobium contortisiliquum, le Timbó colorado, Timbó-puitá, Pacará ou Oreja de negro, est une espèce de plantes à fleurs de la famille des Fabaceae. C'est un arbre originaire des régions tropicales et subtropicales de l'Amérique du Sud, de port majestueux.

## Caractéristiques
C'est un arbre de grande taille, atteignant les 30 m de hauteur et un diamètre de 2 m au tronc, bien qu'on ait enregistré des exemplaires de plus du triple de ce diamètre. Il est assez héliophile, ce qui fait que ceux qui croissent en milieu selvatique ont un fût plutôt droit, tandis que les exemplaires solitaires sont plus tortueux. Le feuillage est large et de forme hémisphérique.
Il est caducifolié tardif.
Il fleurit au milieu du printemps, formant des inflorescences de 10 à 20 fleurs hermaphrodites  de petite taille. Elles sont de couleur blanche ou quelque peu verdâtres.

## Habitat et distribution
Le Timbó colorado se rencontre depuis le sud du Brésil et le nord-ouest de l'Uruguay jusqu'en Bolivie dans la précordillère. Il est présent dans la forêt de la province de Misiones et tout autour, dans les forêts en galerie du bassin du río Paraná et du río de la Plata, dans le Gran Chaco et dans la partie est de la région des Yungas.
Dans la zone des Yungas c'est une des espèces dominantes. Il apparaît normalement isolé.
Il préfère les sols humides, neutres, et demande un abondant soleil. Il est de croissance rapide.

## Utilisation
Le timbó s'apprécie pour sa valeur ornamentale et pour l'ombre de son large et ample feuillage qui le rend apte pour les espaces verts de grande taille et les parterres des avenues.
Le bois du timbó est léger et résistant à l'eau grâce à sa résine. C'est pour cela que les indiens Wichis l'utilisaient pour construire des canoës en creusant son tronc. 
Il s'emploie pour les ouvertures extérieures d'immeubles, le mobilier d'extérieur, le parquet et les charpentes de travaux et navales.
Le fruit et l'écorce du timbó sont riches en saponines, d'où les aborigènes Pilagá les employaient comme savon. L'écorce contient en outre entre 13 et 22 % de tanins, lui donnant une application dans l'industrie du cuir.
Une branche de timbó évoquant la silhouette de Diego Maradona est au cœur du film El camino de San Diego.

## Synonymes
- Mimosa contortisiliqua Vell.
- Feuilleea contortisiliqua (Vell.) Kuntze
- Enterolobium timbouva Benth.